# Tour de Drenthe
El Tour de Drenthe (Ronde van Drenthe) és una competició ciclista neerlandesa d'un sol dia que es disputa per les carreteres de la província de Drenthe. Fins al 1996 va ser una prova de caràcter amateur i des del 2005 forma part del calendari de l'UCI Europa Tour. Es va deixar de disputar el 2024 per motius econòmics i logístics.
La Dwars door Drenthe va ser creada el 2010 i es disputa en el mateixos dies que el Tour de Drenthe.
Durant els mateixos dies es disputen diferents proves femenines com la Univé Tour de Drenthe, la Novilon Euregio Cup o la Drentse 8 van Dwingeloo.

## Palmarès
| Any  | Vencedor             | Segon                | Tercer              |
| ---- | -------------------- | -------------------- | ------------------- |
| 1960 | Jurre Dokter         | Bert Boom            | Wim Boogers         |
| 1961 | Cees de Jongh        | Jaak Mesters         | Bert Boom           |
| 1962 | Bart Solaro          | Gérard Wesseling     | Théo Rutten         |
| 1965 | Roel Hendriks        | Adri Van Kemenade    | Piet Barendregt     |
| 1966 | Piet Tesselaer       | Harm Ottenbros       | Harry Steevens      |
| 1967 | Leen de Groot        | Marinus Wagtmans     | Jan Brouwer         |
| 1968 | Jan van Katwijk      | Herman Hoogzaad      | Michel Bertou       |
| 1969 | Ben Janbroers        | Piet Hoekstra        | Michel Bertou       |
| 1970 | Popke Oosterhof      | Tino Tabak           | Nano Bakker         |
| 1971 | Juul Bruessing       | Nano Bakker          | Cees Bal            |
| 1972 | Hennie Kuiper        | Cees Bal             | Piet van Katwijk    |
| 1973 | Gerrie van Gerwen    | Piet van der Kruys   | Henk Prinsen        |
| 1974 | Co Hoogendoorn       | Jan Raas             | Piet van der Kruys  |
| 1975 | Jimmy Kruunenburg    | Henk Botterhuis      | Alfons van Katwijk  |
| 1976 | Wil van Helvoirt     | Herman Snoeyink      | Martin Rietveld     |
| 1977 | Joop Ribbers         | Piet van der Kruys   | Egbert Koersen      |
| 1978 | Henk Mutsaars        | Jos Lammertink       | Theo de Rooij       |
| 1979 | Wim de Waal          | Jan Feiken           | Theo de Rooij       |
| 1980 | Henk Mutsaars        | Dries Klein          | Dries Timmer        |
| 1981 | Ron Snijders         | Ad Dekkers           | Bert Wekema         |
| 1982 | Hans Baudoin         | Arie Assink          | Bert Wekema         |
| 1983 | Ron Snijders         | Bert Wekema          | Jannes Slendeboroek |
| 1984 | Anton van der Steen  | Jos Alberts          | Dick van Oirschot   |
| 1985 | Henk Boeve           | Henri Dorgelo        | Michel Cornelisse   |
| 1986 | Jan-Hendrik Dekker   | Michel Cornelisse    | Anton van der Steen |
| 1987 | Richard Luppes       | Jan-Hendrik Dekker   | Eddy Shurer         |
| 1988 | Stephan Räckers      | Patrick Coone        | Peter de Vos        |
| 1989 | Erik Knuvers         | Tonnie Teuben        | Gérard Kemper       |
| 1990 | Gérard Kemper        | Rob Mulders          | Erik Dekker         |
| 1991 | Allard Engels        | Patrick Rasch        | Erik Dekker         |
| 1992 | Paul Konings         | Erik Dekker          | Raymond Thebes      |
| 1993 | Allard Engels        | Anthony Theus        | Paul Konings        |
| 1994 | Anthony Theus        | Rik Reinerink        | Rik Rutgers         |
| 1995 | Pascal Appeldoorn    | Niels van der Steen  | Steven de Jongh     |
| 1996 | Karsten Kroon        | Benny Gosink         | Martin van Steen    |
| 1997 | Anthony Theus        | Martin van Steen     | Louis de Koning     |
| 1998 | Remco Van der Ven    | Paul van Schalen     | Berry Hoedemakers   |
| 1999 | Jans Koerts          | Martin van Steen     | Rudie Kemna         |
| 2000 | Andy De Smet         | Berry Hoedemakers    | John den Braber     |
| 2002 | Rudie Kemna          | Andy De Smet         | Mark Vlijm          |
| 2003 | Rudie Kemna          | Eric Baumann         | Ralf Grabsch        |
| 2004 | Erik Dekker          | David McKenzie       | Simone Cadamuro     |
| 2005 | Marcel Sieberg       | Kirk O'Bee           | Tom Veelers         |
| 2006 | Markus Eichler       | Floris Goesinnen     | Wouter Mol          |
| 2007 | Martijn Maaskant     | René Jørgensen       | Luca Solari         |
| 2008 | Coen Vermeltfoort    | Stefan van Dijk      | Fulco van Gulik     |
| 2009 | Maurizio Biondo      | Kenny van Hummel     | Grega Bole          |
| 2010 | Alberto Ongarato     | Andy Cappelle        | Michał Gołaś        |
| 2011 | Kenny van Hummel     | Sacha Modolo         | Adam Blythe         |
| 2012 | Bert-Jan Lindeman    | Guillaume Boivin     | René Jørgensen      |
| 2013 | Alexander Wetterhall | Markus Eichler       | Andreas Schillinger |
| 2014 | Kenny Dehaes         | Scott Thwaites       | Bert-Jan Lindeman   |
| 2015 | Edward Theuns        | Bert-Jan Lindeman    | Joey van Rhee       |
| 2016 | Jesper Asselman      | Mark McNally         | Dylan Groenewegen   |
| 2017 | Jan-Willem van Schip | Twan Castelijns      | Jasper De Buyst     |
| 2018 | František Sisr       | Dries De Bondt       | Preben van Hecke    |
| 2019 | Pim Ligthart         | Robbert de Greef     | Nicola Bagioli      |
| 2020 | No disputat          | No disputat          | No disputat         |
| 2021 | Rune Herregodts      | Andrea Pasqualon     | Dylan Groenewegen   |
| 2022 | Dries Van Gestel     | Barnabás Peák        | Hugo Hofstetter     |
| 2023 | Per Strand Hagenes   | Tobias Lund Andresen | Adam de Vos         |

## Dwars door Drenthe
| Any  | Vencedor                | Segon             | Tercer            |
| ---- | ----------------------- | ----------------- | ----------------- |
| 2010 | Enrico Rossi            | Arnoud Van Groen  | Coen Vermeltfoort |
| 2011 | Kenny van Hummel        | Sacha Modolo      | Adam Blythe       |
| 2012 | Theo Bos                | Barry Markus      | Daniele Colli     |
| 2013 | No disputada per la neu |                   |                   |
| 2014 | Simone Ponzi            | Bert-Jan Lindeman | Tijmen Eising     |
| 2015 | Manuel Belletti         | Barry Markus      | Michael Carbel    |

(en color:primera etapa del Tour de Drenthe)